# Acantholecanium haloxyloni
Acantholecanium haloxyloni är en insektsart som först beskrevs av Hall 1926.  Acantholecanium haloxyloni ingår i släktet Acantholecanium och familjen skålsköldlöss. Inga underarter finns listade i Catalogue of Life.